# Marek Piwowarczyk
Marek Piwowarczyk – profesor zwyczajny Katedry Filozofii Religii na Katolickim Uniwersytecie Lubelskim.

## Życiorys
Uzyskał stopień doktora 17 marca 2007 roku na podstawie rozprawy: Problem relacji świat-Bóg w filozofii Alfreda Northa Whiteheada, promotorem pracy był ks. prof. Piotr Moskal; zaś recenzentami: prof. Piotr Gutowski, dr hab. Marek Rosiak, prof. UŁ.
Habilitację uzyskał 17 lutego 2016 na podstawie rozprawy: Podmiot i własności. Analiza podstawowej struktury przedmiotu, recenzenci: prof. Jacek Wojtysiak, prof. Arkadiusz Chrudzimski, dr hab. Mariusz Grygianiec, prof. UW. 
Postanowieniem Prezydenta Rzeczypospolitej Polskiej Pana Andrzeja Dudy z dnia 29 maja 2023 r. dr hab. Marek Piwowarczyk, Kierownik Katedry Filozofii Religii KUL, otrzymał tytuł profesora nauk humanistycznych w dyscyplinie filozofia.
Prowadzi także zajęcia dydaktyczne na Wydziale Filozofii KUL, do których należą np.: Fenomenologia i ontologia stanów mentalnych, Ontologia struktury: podmiot-własności, The Ontology of the Subject-Properties Structure, Umysł w perspektywie pierwszoosobowej, Wprowadzenie do filozofii. Uczestniczył w wielu konferencjach międzynarodowych (np. w Międzynarodowym Sympozjum "On the Nature of Human Time", Katowice-Panewniki, 25-26 kwietnia 2005, referat: On Psychological Roots of Whitehead's Theory of Epochal Becoming; czy I Ontological Workshop „E.J. Lowe’s Dualistic Ontology of Human Person, Association for Formal Philosophy, PAN, Warszawa 20-21.02.2012, referat: On Independence Theory of Substance) oraz krajowych (np. Konferencja „Leibniz poza czasem i przestrzenią”, Warszawa 7-8.06.2016, referat: Funkcyjna interpretacja prawa serii a problem struktury podmiot-własności; Konferencja „Stare i nowe. Esej o roli jednostkowych podmiotów, zmiany i wątpienia w religii. Dyskusja o książce Piotra Gutowskiego”, Kraków 16-18.06.2016, referat: Ku ontologii religii), angażuje się także w organizację Tygodnia Filozoficznego na KUL.

## Zainteresowania
Przedmiotem jego zainteresowań jest filozofia religii, zwłaszcza problematyka argumentów ontologicznych, zagadnienia prostoty, wszechobecności, niezmienności i wieczności Boga oraz jego stosunku wobec świata. W swoich badaniach porusza się w obrębie czterech tradycji filozoficznych: ontologii fenomenologicznej (R. Ingarden), filozofii klasycznej (Arystoteles, Tomasz z Akwinu), filozofii analitycznej (E.J. Lowe, M. Loux, A. Bird, D. Armstrong, J. Heil) i filozofii procesu (A.N. Whitehead, Ch. Hartshorne). Jego badania opierają się na zagadnieniach związanych z substancjalizmem, ze szczególnym uwzględnieniem takich zagadnień jak: 
- struktura podmiot-własności;
- zmiana i trwanie w czasie;
- działanie przedmiotu i natura własności dyspozycyjnych;
- status ontyczny integralnych części substancji;
- kategoryzacja rzeczywistości[3]

## Publikacje (wybrane)
Książki:
- Bóg i stawanie się. Problem relacji świat-Bóg w filozofii Alfreda Northa Whiteheada, Towarzystwo Naukowe KUL, Lublin 2008, 239 s.
- Podmiot i własności. Analiza podstawowej struktury przedmiotu, Wydawnictwo KUL, Lublin 2015, 349 s.

Artykuły:
- The Leibnizian Doctrine of vinculum substantiale and the Problem of Composite Substances, "Roczniki Filozoficzne" 65 (2017), nr 2, s. 77-92;
- Substancjalizm bez pułapek abstrakcji. Odpowiedź Jackowi Wojtysiakowi i Michałowi Głowali, "Studia Philosophica Wratislaviensia" 12 (2017), nr 2, s. 111-122;
- Prostota Boga, [w:] Filozofia Boga, red. S. Janeczek, A. Starościc, Wydawnictwo KUL, Lublin 2017, t. 2, s. 357-393;
- Trudności analizy faktu istnienia, "Roczniki Filozoficzne" 65 (2017), nr 4, s. 61-92.

Hasła encyklopedyczne:
- Taylor, Alfred Edward, [w:] Powszechna Encyklopedia Filozofii, t. 9, Polskie Towarzystwo Tomasza z Akwinu, Lublin 2008, s. 381-382;
- Whitehead, Alfred North, tamże, s. 746-750;
- Pols, Edward, [w:] Powszechna Encyklopedia Filozofii, Suplement, Polskie Towarzystwo Tomasza z Akwinu, Lublin 2009, t. 10, s. 334-335;
- Cobb, John, [w:] Powszechna Encyklopedia Filozofii, Suplement, Polskie Towarzystwo Tomasza z Akwinu, Lublin 2009, t. 10, s. 114-116;
- Ontologiczny dowód na istnienie Boga, [w:] Encyklopedia Katolicka, Towarzystwo Naukowe KUL, Lublin 2010, t. 14, k. 596[4].

## Ciekawostki
Pełnił rolę adiunkta w Katedrze Dialogu Religii i Alternatywnych Ruchów Religijnych w ramach której publikowano serię wydawniczą "Religijność alternatywna", poświęconą problematyce nowych ruchów religijnych widzianych z różnych, uzupełniających się punktów widzenia. Katedrę zlikwidowano z dniem 30 września 2019 roku.